# El Castillo de las Guardas
El Castillo de las Guardas is een gemeente in de Spaanse provincie Sevilla in de regio Andalusië met een oppervlakte van 259 km². In 2007 telde El Castillo de las Guardas 1618 inwoners.